# Nototriche pediculariifolia
Nototriche pediculariifolia är en malvaväxtart som först beskrevs av Franz Julius Ferdinand Meyen, och fick sitt nu gällande namn av Arthur William Hill. Nototriche pediculariifolia ingår i släktet Nototriche och familjen malvaväxter. Inga underarter finns listade i Catalogue of Life.